# Liah O’Prey
Liah O'Prey, född 15 december 1999, är en spanskfödd irländsk-fransk skådespelare. Hon började sin karriär som barn och talar engelska, franska, spanska och katalanska.

## Uppväxt
O'Prey föddes i Barcelona av en irländsk far och en korsikansk mor från Pietralba. Efter att ha avslutat gymnasiet skrev hon in sig på en dramaskola i Paris.

## Karriär
Vid 11 års ålder gjorde O'Prey sin långfilmsdebut i Juan Carlos Medinas flerspråkiga skräckfilm 2012 Painless, med sitt framträdande som Inès. Hon spelade Anna i den irländsk-sydafrikanska science fiction-filmen Young Ones 2014. 2015 medverkade O'Prey i två franska tv-filmer: My Son som Héloïse och Eyes Open som Clara. Året därpå spelade hon som Laetitia i West Coast. Hon spelade en yngre version av Dolores Fonzis karaktär i Black Snow (2017).
O'Prey spelade Mary Livingston i 2018 års historiska drama Mary Queen of Scots and Virginie i Netflix-filmen Madame Claude från 2020. Hon fick sedan de återkommande rollerna som Tatiana i den franska serien Mortel och Beatrice, en irländsk utbytesstudent, i Damien Chazelles miniserie The Eddy, båda på Netflix.
2021 spelade O'Prey huvudrollen som Julia the Elder i Sky Atlantic historiska serie Domina och gjorde ett gästspel som titelrollen i Capitaine Marleau-avsnittet "Claire obscure". I september 2021 tillkännagavs att O'Prey fått huvudrollen i den kommande BBC- och Canal+-serien Marie Antoinette.

## Filmografi

### Film
| År   | Titel                    | Roll            | Anteckningar  |
| ---- | ------------------------ | --------------- | ------------- |
| 2011 | La muerte de Otilia Ruiz | Unga Otilia     | Kortfilm      |
| 2012 | Insensibles              | Tonåringen Inès |               |
| 2014 | Young Ones               | Anna            |               |
| 2016 | West Coast               | Laetitia        |               |
| 2017 | Black Snow               | Unga Sabrina    |               |
| 2018 | Mary Queen of Scots      | Mary Livingston |               |
| 2019 | La jauría                | Tania           | [ 15 ] [ 16 ] |
| 2020 | Madame Claude            | Virginie        |               |
| 2022 | A Man of Action          | Anne            |               |
| TBA  | Awakened Dreams          | Aspara          |               |

### TV
| År        | Titel                                | Roll         | Anteckningar              |
| --------- | ------------------------------------ | ------------ | ------------------------- |
| 2015      | My Son                               | Héloïse      | TV-film                   |
| 2015      | Eyes Open                            | Clara        | TV-film                   |
| 2019–2021 | Mortel                               | Tatiana      | 5 avsnitt                 |
| 2020      | Eddy                                 | Beatrice     | Miniserie                 |
| 2021–2023 | Domina                               | Julia        | Huvudroll                 |
| 2021      | Capitaine Marleau                    | Claire Duret | Avsnitt: "Claire obscure" |
| 2022      | Et la montagne fleurira              | Estelle      | Miniserier; 5 avsnitt     |
| 2022      | Marie Antoinette                     | Yolande      | 9 avsnitt                 |
| 2024      | Martin Scorsese Presents: The Saints | Jeanne d'Arc | Antologi                  |